# 桃子120%
《桃子120%》是一款由Jaleco公司制作，并于1986年4月在街机发行的平台游戏。后由东星软件以「福星小子 拉姆的结婚铃」名义移植至FC游戏机，于1986年10月23日在日本地区发行。
玩家控制着已长大的拉姆，她要阻止外星人入侵并抵达UFO的位置。